# Sulley Muniru
Sulley Ali Sariki Muniru (Konongo, 25 ottobre 1992) è un ex calciatore ghanese, di ruolo centrocampista.

## Biografia
È il fratello minore di Sulley Muntari, anch'egli calciatore.

## Carriera

### Club

#### Cluj
Nel 2013 debutta con la maglia del Cluj, con la quale totalizza 46 presenze, ma nessuna rete.

#### Steaua Bucarest
Il 1º luglio 2015 passa alla Steaua Bucarest per 500.000 euro e firma un contratto quadriennale. Nell'estate 2015 mette a segno due reti nelle qualificazioni per la Champions League nei match contro Trenčín e Partizan, mentre, nel 2016, realizza il suo primo ed unico gol in una competizione europea ufficiale, ovvero nel pareggio per 1-1 contro il Villarreal valido per il gruppo L di Europa League. Dopo due anni nel club rumeno e con 4 gol segnati (3 nelle coppe ed uno in campionato) il giocatore rimane senza squadra.

#### Tondela
Nel novembre 2017 passa al club portoghese del Tondela, militante in Primeira Liga. Tuttavia scende in campo solo in 4 partite senza realizzare nessun gol.

#### Yeni Malatyaspor
Nell'agosto 2018 viene ceduto gratuitamente al club turco dello Yeni Malatyaspor. Anche questa parentesi non è positiva: solo 5 presenze e nessuna rete.
Dal 10 gennaio 2019 il giocatore è rimasto senza squadra.

## Palmarès

### Club
- Coppa di Lega rumena: 1

Steaua Bucarest: 2015-2016